# Doricha eliza
'Colibri-tesourinha ou tosquiadeira-mexicana (Doricha eliza)) é uma espécie de ave da família Trochilidae (beija-flores), encontrada no México.
Está ameaçada por perda de habitat.

## Distribuição geográfica
É encontrada apenas no México, onde possui duas populações disjuntas. Uma das populações é encontrada no centro de Veracruz e a outra no norte da península de Yucatán. Estudos recentes não encontraram diferenças morfológicas entre as populações, todavia, tem sido observado que existem algumas diferenças ecológicas e genéticas.
Os seus habitats naturais são: florestas secas tropicais ou subtropicais , matagal árido tropical ou subtropical, jardins rurais e áreas urbanas.

## População
A população de Veracruz conta com cerca de 2.500 indivíduos e a população de Yucatán está estimada entre seis e dez mil áves.